# 高雄點
《高雄點》是臉書粉絲專頁，介紹高雄市市政資訊、民生訊息、統計數據等，以視覺化圖表方式呈現。高雄點成立於2016年12月26日，是一個非官方（非高雄市政府經營）的社群。

### 校名公布事件
2022-3-24下午高雄點小編因在文章當中直接點名確診學校，而引發的爭議事件，起因為在高雄市的某市立高中高三學生確診，以致全校遭匡列並採檢，最終結果全校為PCR陰性後才從校園釋放，在同日下午三點，小編在Instagram PO文直接點名該高中有學生確診，引發該校學生不滿，校方學生主張明明學生已經都遭到匡列並採檢，並且政府機關及教育局都是使用高雄市某高中代稱，公布後在社會上導致該校學生在路上遭到另眼相看，過沒多久小編即刪除該片潑文，不過再幾分鐘後，小編發出了一篇文案寫著：「好消息！xx高中採檢結果全數為陰性，將停課三天，請xx高中的同學們這三天乖乖待在家呦。」這篇貼文也引來眾多的不滿，認為口氣太過於針對，且該篇只在短短的五分鐘內遭到刪除，也被質疑是在情緒勒索大眾，而在此時的稍候，小編又發布了一篇限時動態+貼文：「明天起不再發高雄本土疫情，包含確診數、足跡都不再發了，要看的自己搜尋吧！！！。」遭更多人質疑是否在情緒勒索，該校學生認為的主張是，人員都在可控制之內，也都全數篩檢陰性，是沒必要公布校名，導致該天放學後穿著學校校服的同學們在搭乘輕軌、捷運的時候被另眼相看，而小編竟然是發出這種文案來情緒勒索大眾，對於大眾而言，沒辦法同情該校學生的處境是正常的，不過也因為大眾很大部分是透過高雄點來得知疫情相關資訊的，所以也引來大眾對該校學生的不滿，認為如果不是他們在爭取，小編就不會說以後都不公布了，該校學生也在留言區指出：「沒有人希望確診，也沒有人會希望自己明明沒確診卻遭到社會大眾的側目，我們會在這裡留言就是因為已經有發生這樣的事了。」，校名公布事件也在該篇留言區進行了一大場論戰，目前高雄點小編並沒有對此事作出後續回應。

## 資料來源
1. ↑  王榮祥. . 自由時報電子報. 2019-02-21  [2019-04-15]. （原始内容存档于2019-06-07） （中文）.
2. ↑  邱陽. . 風傳媒. 2019-01-01  [2019-04-15]. （原始内容存档于2019-01-01） （中文）.

 3. 校名公布事件-https://www.instagram.com/p/CbfEuiFv1Wl/?utm_medium=copy_link

## 註解
1. ↑  高雄市政府經營的臉書粉絲專頁則為《樂高雄》

## 外部連結
- 高雄點 Kaohsiung.的Facebook專頁
- 高雄點的Instagram帳戶